# Совинська
Со́винська (рос. Совинская) — присілок у складі Тотемського району Вологодської області, Росія. Входить до складу П'ятовського сільського поселення.

## Населення
Населення — 5 осіб (2010; 1 у 2002).
Національний склад (станом на 2002 рік):
- росіяни — 100 %